# P-MODEL (アルバム)
P-MODEL（ピーモデル）は、日本の音楽グループP-MODELのスタジオ・アルバム。1992年2月26日にポリドールから発売された。
その後、2004年には次作である「big body」とカップリングした『GOLDEN☆BEST P-MODEL「P-MODEL」&「big body」』が発売された。
2012年5月2日にタワーレコード限定で本作が再発売され、2020年12月2日にはアナログ・レコードが発売された。

## 概要
1991年に再結成(解凍)された約6年振りのP-MODELのアルバム。『Potpourri』を最後に封印していたテクノポップを前面に押し出しており、凍結前よりサイバーパンクに近付けた世界観を展開し、コンピューターの中にプリミティヴな精神世界を探求した作品となっている。
VISTAやNO ROOMでは初期の手法も用いられ、ライブでは凍結以前には使用されなかったシーケンサーが多用されており、藤井ヤスチカがバスドラムのトリガーを用いて操作していた。
アルバム発売に先駆けて、1991年12月に行われたライブイベント「I3DAYS」で「SPEED TUBE」と「2D OR NOT 2D」が演奏された。

## 制作の背景
1988年12月をもってP-MODELは「氷河期入り」を宣言し、活動「凍結」（休止）をし、バンドの中心人物であった平沢進はソロ活動を開始した。
その後、平沢は2ndソロアルバム『サイエンスの幽霊』を制作した辺りで「再びテクノをやりたい」という欲求が湧いてきたが、ソロアルバムでテクノを行うのはあまりにも唐突過ぎるため、「だったらバンドを復活させよう」という事になり、バンドの再結成に至った。平沢は「ソロのテクノ・ポップとはまた違う、P-MODELブランドのもとにやるテクノ・ポップというのを始めたいと思いました」と語っている。
再結成に向けて、平沢は始めに「凍結」当時のP-MODELメンバーであり、平沢ソロのサポートメンバーとしても参加していた、ことぶき光に「テクノをやろう」と声をかけた。この時、ことぶきは平沢に『「テクノ」という言葉自体の意味が理解できないから説明してくれ』と尋ねたところ、平沢は「テクノとは、ピコる精神だ。」と説明し、じゃあやろうということになったと語っている。
しかしながら、以前のようなバンド活動ではなく、メンバー各々が個別に音楽活動を行っていることやプロダクションに所属しているため、ひとつのプロジェクトに近い状態で活動を行うこととなる。
平沢はメンバー集めの時点で一定期間活動したらまた活動休止することを前提にしており、理解を得た上でメンバー集めをしていた。メンバー選出について平沢は「打ち込みができる人がひとり。楽器を弾けてルックスのいい人がひとり。それから秋山」とコメントしている。バンドに再加入した秋山は「中途半端に抜けたP-MODELにケリをつけたかったから」ことが理由の一つとしている。
楽曲制作にあたり、平沢とことぶきでミーティングを行い、音楽トラックと音色の制限、使用機材を事細かく決めた。平沢は、ソロではナチュラルなサウンドがメインであった為、バンドではアナログシンセの音を中心に構成したと語っている。その後、各メンバーは「わかりやすい」「説明のいらないテクノ」をテーマとし、それぞれがテクノと解釈する楽曲を持ち寄った。
ことぶきは平沢より「もっとポップなものを作って欲しい」と要望があり、秋山はスパークスや冨田勲の作品の他、P-MODELの過去のアルバムを聴き返して理詰めで制作していった。今作に収録されている、ことぶきと平沢の共作曲は、平沢はプロデューサーとしての視点で携わり「大勢の判断よりも1人のプロデューサーの主観を軸に、最終的な完成形をイメージ」をしたと語っている。
こうして完成した本作を平沢は「みんなが持ち寄った曲をバンドのカラーに当て嵌めていったアルバム」と称している。

## 評価
アメリカ最大の音楽レビューサイト「Rate Your Music」のエレクトロ・ポップランキングにて9位と高い評価を得ている。

## 楽曲解説
SPEED TUBE
曲中の逆再生は同アルバム収録曲「STONE AGE!」のフレーズが使用されている。
2D OR NOT 2D
WOWOWとのタイアップ曲。
ことぶきが歌メロも制作していたが、ことぶきが不在の際に平沢がボーカルブースに入り、ことぶきの意図していたものとは異なる歌い方をし、当初とは全く異なる歌になってしまったと語っている。
1997年のライブ｢非局所性LIVE｣を最後に長らく演奏されていなかったが、2018年に核P-MODELのライブ「回＝回」東京公演2日目のオープニングナンバーとして演奏された。
コーラスの多重録音（平沢曰く『バカコーラス』）を使用した初の作品。以降、改訂期や平沢ソロの楽曲でバカコーラスが多用されるようになる。
GRID
1994年に平沢ソロビデオ『PHOTON-3』で「Monotone GRID」としてリメイクされる。
LAB=01
右チャンネルから平沢作詞、歌のLAB=1、左チャンネルからことぶき作詞、歌のLAB=0が同時に流れる。
1994年には、ことぶき光withプノンペンモデルが「ルルル男」として替え歌カバーしている。
GO AMIGO
原曲はハ長調だが、キーが低すぎるためかライブではホ長調で演奏されることが多かった。
現在では秋山のソロライブにてアコースティックギターによるアレンジで披露されることがある。
NO ROOM
シークレット・トラック。「PSYCHOID」終了後3分の空白を経て演奏が始まる。
イントロ及び間奏は「美術館で会った人だろ」のセルフオマージュ。
ライブでは同曲と同じくアップテンポで演奏され、4番目の歌詞が追加されて歌われていた。
オリジナルではジャケットの裏に歌詞が書かれていたが、『ゴールデン☆ベスト』には書かれていない。

## 収録曲
| #         | タイトル              | 作詞               | 作曲               | 編曲       | 時間  |
| --------- | --------------------- | ------------------ | ------------------ | ---------- | ----- |
| 1.        | 「SPEED TUBE」        | 平沢進             | 平沢進             | 平沢進     | 4:01  |
| 2.        | 「2D OR NOT 2D」      | 平沢進・ことぶき光 | 平沢進・ことぶき光 | ことぶき光 | 3:17  |
| 3.        | 「STONE AGE!」        | 平沢進             | 平沢進             | 平沢進     | 3:48  |
| 4.        | 「WIRE SELF」         | 平沢進             | 平沢進             | 平沢進     | 4:04  |
| 5.        | 「CLEAR」             | 秋山勝彦           | 秋山勝彦           | 秋山勝彦   | 4:33  |
| 6.        | 「VISTA」             | 平沢進             | 平沢進             | 平沢進     | 2:42  |
| 7.        | 「GRID」              | 平沢進             | 平沢進             | 平沢進     | 2:53  |
| 8.        | 「LAB=01」            | ことぶき光・平沢進 | ことぶき光・平沢進 | ことぶき光 | 2:37  |
| 9.        | 「ERROR OF UNIVERSE」 | P-MODEL            | 平沢進             | 平沢進     | 1:25  |
| 10.       | 「GO AMIGO」          | 平沢進・秋山勝彦   | 秋山勝彦           | 秋山勝彦   | 2:50  |
| 11.       | 「PSYCHOID」          | 平沢進             | 平沢進             | 平沢進     | 3:23  |
| 12.       | 「NO ROOM」           | 平沢進             | 平沢進             | 平沢進     | 2:43  |
| 合計時間: | 合計時間:             | 合計時間:          | 合計時間:          | 合計時間:  | 40:59 |

## リリース履歴
| リリース日    | レーベル                   | 規格 | 規格品番  | 備考                                                                        |
| ------------- | -------------------------- | ---- | --------- | --------------------------------------------------------------------------- |
| 1992年2月26日 | ポリドール                 | CD   | POCH-1128 |                                                                             |
| 2002年5月10日 | ケイオスユニオン/TESLAKITE | CD   | CHTE-0011 | ボックスセット『太陽系亞種音』Disc7                                         |
| 2004年9月8日  | ユニバーサルミュージック   | CD   | UPCY-6022 | 『ゴールデン☆ベスト P-MODEL「P-MODEL」&「big body」』としてカップリング収録 |
| 2012年5月2日  | ユニバーサルミュージック   | CD   | PROT-1022 | 限定再プレス盤                                                              |
| 2012年12月5日 | ユニバーサルミュージック   | CD   | UPCY-9273 | 『ゴールデン☆ベスト P-MODEL「P-MODEL」&「big body」』のスペシャルプライズ盤 |
| 2020年12月2日 | ユニバーサルミュージック   | LP   | UPJY-9155 |                                                                             |

## 参加ミュージシャン
P-MODEL
- 平沢進 - ボーカル、ギター、シンセサイザー
- 秋山勝彦 - ボーカル(「CLEAR」)、キーボード、コーラス
- ことぶき光 - ボーカル(「LAB=01」)、キーボード、コーラス
- 藤井ヤスチカ - エレクトリックドラム

その他
- 鎮西正憲 - レコーディング＆ミキシング・エンジニア、コーラス(「VISTA」)